# Mr. Chapel
Mr. Chapel (Vengeance Unlimited) è una serie televisiva statunitense in 16 episodi trasmessi per la prima volta nel corso di una sola stagione dal 1998 al 1999.
È una serie d'azione incentrata sulle vicende di Mr. Chapel, un personaggio misterioso e intento a rendere giustizia a coloro che sono stati ignorati dalla legge.

## Personaggi e interpreti
- KC Griffin (16 episodi, 1998-1999), interpretato da Kathleen York.
- Mr. Chapel (14 episodi, 1998-1999), interpretato da Michael Madsen.
- Ellie Stensma (2 episodi, 1998-1999), interpretata da Cordelia Richards.
- Chuck Bidally (2 episodi, 1998), interpretato da Dayton Callie.
- Coner Gulch (2 episodi, 1998), interpretato da Louis Herthum.
- Detective Tom Swain (2 episodi, 1998), interpretato da Scott Patterson.

## Produzione
La serie, ideata da John McNamara e David Simkins, fu prodotta da McNamara Paper Products e Warner Bros. Television e girata a Los Angeles in California. Le musiche furono composte da Mark Morgan.

### Registi
Tra i registi della serie sono accreditati:
- James Frawley in 6 episodi (1998-1999)
- Bill L. Norton in 2 episodi (1998-1999)
- Bobby Roth in 2 episodi (1998-1999)

### Sceneggiatori
Tra gli sceneggiatori della serie sono accreditati:
- John McNamara in 4 episodi (1998-1999)
- Charles Holland in 3 episodi (1998-1999)
- Valerie Mayhew in 3 episodi (1998-1999)
- Vivian Mayhew in 3 episodi (1998-1999)
- David Simkins in 3 episodi (1998-1999)
- Kim Newton in 3 episodi (1999)
- Wendy Battles in 2 episodi (1998-1999)

## Distribuzione
La serie fu trasmessa negli Stati Uniti dal 29 settembre 1998 al 25 febbraio 1999 sulla rete televisiva ABC. In Italia è stata trasmessa nel 2001 su RaiDue con il titolo Mr. Chapel.
Alcune delle uscite internazionali sono state:
- negli Stati Uniti il 29 settembre 1998 (Vengeance Unlimited)
- in Brasile il 29 novembre 1998
- nel Regno Unito il 13 agosto 1999
- in Francia il 6 ottobre 1999 (Ultime recours)
- nei Paesi Bassi il 27 gennaio 2002
- in Danimarca l'8 luglio 2003 (Hævn A/S)
- in Austria (Rache nach Plan)
- in Venezuela (Venganza ilimitada)
- in Finlandia (Oman käden oikeudella)
- in Svezia (Hämnd AB)
- in Ungheria (Az igazságosztó)
- in Italia (Mr. Chapel)

## Episodi
| Stagione       | Episodi | Prima TV USA |
| -------------- | ------- | ------------ |
| Prima stagione | 16      | 1998-1999    |